# Nupserha apicalis
Nupserha apicalis là một loài bọ cánh cứng trong họ Cerambycidae.